# Olaszország az 1964. évi nyári olimpiai játékokon
Olaszország a japán Tokióban megrendezett 1964. évi nyári olimpiai játékok egyik részt vevő nemzete volt. Az országot az olimpián 18 sportágban 168 sportoló képviselte, akik összesen 27 érmet szereztek.

## Érmesek
| Érem  | Versenyző                                                                                         | Sportág       | Versenyszám                |
| ----- | ------------------------------------------------------------------------------------------------- | ------------- | -------------------------- |
| Arany | Abdon Pamich                                                                                      | Atlétika      | Férfi 50 km gyaloglás      |
| Arany | Mario Zanin                                                                                       | Kerékpározás  | Férfi mezőnyverseny        |
| Arany | Giovanni Pettenella                                                                               | Kerékpározás  | Férfi egyéni sprint        |
| Arany | Sergio Bianchetto Angelo Damiano                                                                  | Kerékpározás  | Férfi kétüléses tandem     |
| Arany | Mauro Checcoli                                                                                    | Lovaglás      | Egyéni lovastusa           |
| Arany | Paolo Angioni Mauro Checcoli Giuseppe Ravano                                                      | Lovaglás      | Csapat lovastusa           |
| Arany | Fernando Atzori                                                                                   | Ökölvívás     | Légsúly                    |
| Arany | Cosimo Pinto                                                                                      | Ökölvívás     | Félnehézsúly               |
| Arany | Ennio Mattarelli                                                                                  | Sportlövészet | Trap                       |
| Arany | Franco Menichelli                                                                                 | Torna         | Férfi talaj                |
| Ezüst | Renato Bosatta Franco De Pedrina Giuseppe Galante Giovanni Spinola Emilio Trivini                 | Evezés        | Férfi kormányos négyes     |
| Ezüst | Severino Andreoli Luciano Dalla Bona Pietro Guerra Ferruccio Manza                                | Kerékpározás  | Férfi csapat időfutam      |
| Ezüst | Sergio Bianchetto                                                                                 | Kerékpározás  | Férfi egyéni sprint        |
| Ezüst | Giovanni Pettenella                                                                               | Kerékpározás  | Férfi egyéni időfutam      |
| Ezüst | Georgio Ursi                                                                                      | Kerékpározás  | Férfi egyéni üldözőverseny |
| Ezüst | Vincenzo Mantovani Carlo Rancati Luigi Roncaglia Franco Testa                                     | Kerékpározás  | Férfi csapat üldözőverseny |
| Ezüst | Klaus Dibiasi                                                                                     | Műugrás       | Férfi egyéni toronyugrás   |
| Ezüst | Franco Menichelli                                                                                 | Torna         | Férfi gyűrű                |
| Ezüst | Giovanni Battista Breda Giuseppe Delfino Gianfranco Paolucci Alberto Pellegrino Gianluigi Saccaro | Vívás         | Férfi párbajtőr, csapat    |
| Ezüst | Giampaolo Calanchini Wladimiro Calarese Pierluigi Chicca Mario Ravagnan Cesare Salvadori          | Vívás         | Férfi kard, csapat         |
| Bronz | Salvatore Morale                                                                                  | Atlétika      | Férfi 400 m gát            |
| Bronz | Piero D'Inzeo Raimondo D'Inzeo Graziano Mancinelli                                                | Lovaglás      | Csapat díjugratás          |
| Bronz | Silvano Bertini                                                                                   | Ökölvívás     | Váltósúly                  |
| Bronz | Franco Valle                                                                                      | Ökölvívás     | Középsúly                  |
| Bronz | Giuseppe Ros                                                                                      | Ökölvívás     | Nehézsúly                  |
| Bronz | Franco Menichelli                                                                                 | Torna         | Férfi korlát               |
| Bronz | Antonella Ragno                                                                                   | Vívás         | Női tőr, egyéni            |

## Atlétika
Férfi
| Versenyző                                                          | Versenyszám     | Előfutam | Előfutam | Előfutam | Negyeddöntő | Negyeddöntő | Negyeddöntő | Elődöntő | Elődöntő | Elődöntő | Döntő   | Döntő    |
| Versenyző                                                          | Versenyszám     | Idő      | Hely.    | Össz.    | Idő         | Hely.       | Össz.       | Idő      | Hely.    | Össz.    | Idő     | Helyezés |
| ------------------------------------------------------------------ | --------------- | -------- | -------- | -------- | ----------- | ----------- | ----------- | -------- | -------- | -------- | ------- | -------- |
| Ippolito Giani                                                     | 100 m           | 10,69    | 4.       | 28.***   | kiesett     | kiesett     | kiesett     | kiesett  | kiesett  | kiesett  | kiesett | kiesett  |
| Livio Berruti                                                      | 200 m           | 21,11    | 1.       | 7.*      | 21,24       | 2.          | 7.          | 20,78    | 2.       | 4.       | 20,83   | 5.       |
| Sergio Ottolina                                                    | 200 m           | 21,27    | 2.       | 13.      | 21,16       | 2.          | 5.          | 20,76    | 2.       | 3.       | 20,94   | 8.       |
| Sergio Bello                                                       | 400 m           | 47,54    | 2.       | 30.      | 46,93       | 6.          | 12.         | kiesett  | kiesett  | kiesett  | kiesett | kiesett  |
| Francesco Bianchi                                                  | 800 m           | 1:50,2   | 5.       | 24.      |             |             |             | kiesett  | kiesett  | kiesett  | kiesett | kiesett  |
| Francesco Bianchi                                                  | 1500 m          | 3:47,9   | 7.       | 26.      |             |             |             | kiesett  | kiesett  | kiesett  | kiesett | kiesett  |
| Giovanni Cornacchia                                                | 110 m gát       | 14,25    | 2.       | 5.       |             |             |             | 14,06    | 2.       | 4.**     | 14,12   | 7.       |
| Giorgio Mazza                                                      | 14,26           | 1.       | 6.**     |          |             |             | 14,06       | 3.       | 4.**     | 14,17    | 8.      |          |
| Eddy Ottoz                                                         | 14,63           | 1.       | 18.      |          |             |             | 14,12       | 4.       | 8.       | 13,84    | 4.      |          |
| Roberto Frinolli                                                   | 400 m gát       | 51,23    | 3.       | 6.       |             |             |             | 50,28    | 2.       | 2.       | 50,7    | 6.       |
| Salvatore Morale                                                   | 400 m gát       | 51,17    | 1.       | 4.*      |             |             |             | 50,48    | 3.       | 5.       | 50,1    |          |
| Antonio Ambu                                                       | Maraton         |          |          |          |             |             |             |          |          |          | 2:34:37 | 40.      |
| Giorgio Jegher                                                     | Maraton         |          |          |          |             |             |             |          |          |          | 2:24:45 | 17.      |
| Abdon Pamich                                                       | 50 km gyaloglás |          |          |          |             |             |             |          |          |          | 4:11:12 |          |
| Livio Berruti Ennio Preatoni Sergio Ottolina Pasquale Giannattasio | 4 × 100 m váltó | 39,74    | 1.       | 1.       |             |             |             | 39,63    | 1.       | 2.       | 39,54   | 7.       |
| Bruno Bianchi Salvatore Morale Roberto Frinolli Sergio Bello       | 4 × 400 m váltó | 3:07,6   | 3.       | 9.       |             |             |             |          |          |          | kiesett | kiesett  |

| Versenyző       | Versenyszám   | Selejtező | Selejtező | Döntő    | Döntő    |
| Versenyző       | Versenyszám   | Eredmény  | Helyezés  | Eredmény | Helyezés |
| --------------- | ------------- | --------- | --------- | -------- | -------- |
| Mauro Bogliatto | Magasugrás    | 206 cm    | 7.        | 206 cm   | 16.      |
| Renato Dionisi  | Rúdugrás      | 420 cm    | 25.*      | kiesett  | kiesett  |
| Silvano Meconi  | Súlylökés     | 17,29 m   | 17.       | kiesett  | kiesett  |
| Carlo Lievore   | Gerelyhajítás | 70,88 m   | 15.       | kiesett  | kiesett  |

| Versenyző  | Versenyszám | 100 m | 100 m | Távolugrás | Távolugrás | Súlylökés | Súlylökés | Magasugrás | Magasugrás | 400 m | 400 m | 110 m gát | 110 m gát | Diszkoszvetés | Diszkoszvetés | Rúdugrás | Rúdugrás | Gerelyhajítás | Gerelyhajítás | 1500 m | 1500 m | Végeredmény | Végeredmény |
| Versenyző  | Versenyszám | Idő   | Pont  | Eredmény   | Pont       | Eredmény  | Pont      | Eredmény   | Pont       | Idő   | Pont  | Idő       | Pont      | Eredmény      | Pont          | Eredmény | Pont     | Eredmény      | Pont          | Idő    | Pont   | Pont        | Helyezés    |
| ---------- | ----------- | ----- | ----- | ---------- | ---------- | --------- | --------- | ---------- | ---------- | ----- | ----- | --------- | --------- | ------------- | ------------- | -------- | -------- | ------------- | ------------- | ------ | ------ | ----------- | ----------- |
| Franco Sar | Tízpróba    | 11,3  | 733   | 631 cm     | 673        | 13,60 m   | 702       | 175 cm     | 634        | 52,2  | 712   | 14,8      | 870       | 47,46 m       | 827           | 420 cm   | 859      | 53,59 m       | 680           | 5:08,4 | 364    | 7054        | 13.         |

Női
| Versenyző            | Versenyszám | Selejtező | Selejtező | Döntő    | Döntő    |
| Versenyző            | Versenyszám | Eredmény  | Helyezés  | Eredmény | Helyezés |
| -------------------- | ----------- | --------- | --------- | -------- | -------- |
| Maria Vittorina Trio | Távolugrás  | 618 cm    | 10.       | 598 cm   | 14.      |

* - egy másik versenyzővel azonos időt/eredményt ért el

** - két másik versenyzővel azonos időt ért el

*** - három másik versenyzővel azonos időt ért el

## Birkózás
Kötöttfogású
| Versenyző         | Versenyszám | 1. forduló                     | 2. forduló                     | 3. forduló                         | 4. forduló              | 5. forduló        | Döntő             | Helyezés    |
| Versenyző         | Versenyszám | Ellenfél Eredmény              | Ellenfél Eredmény              | Ellenfél Eredmény                  | Ellenfél Eredmény       | Ellenfél Eredmény | Ellenfél Eredmény | Helyezés    |
| ----------------- | ----------- | ------------------------------ | ------------------------------ | ---------------------------------- | ----------------------- | ----------------- | ----------------- | ----------- |
| Ignazio Fabra     | 52 kg       | Risto Björlin (FIN) · 1-3      | Fouad Ali (RAU) · 1-3          | Armais Sayadov (URS) · 1-3         | Rolf Lacour (EUA) · 3-1 |                   | kiesett           | 4.          |
| Michele Toma      | 57 kg       | Tortillano Tumasis (PHI) · 1-3 | Varga János (HUN) · 3-1        | Friedrich Stange (EUA) · kétvállas | kiesett                 | kiesett           | kiesett           | helyezetlen |
| Adelmo Bulgarelli | 97 kg       | Gıyasettin Yılmaz (TUR) · 2-2  | Nicolae Martinescu (ROU) · 3-1 | Lucjan Sosnowski (POL) · 1-3       | kiesett                 | kiesett           | kiesett           | helyezetlen |

Szabadfogású
| Versenyző          | Versenyszám | 1. forduló                | 2. forduló                        | 3. forduló                | 4. forduló                        | 5. forduló        | Döntő             | Helyezés    |
| Versenyző          | Versenyszám | Ellenfél Eredmény         | Ellenfél Eredmény                 | Ellenfél Eredmény         | Ellenfél Eredmény                 | Ellenfél Eredmény | Ellenfél Eredmény | Helyezés    |
| ------------------ | ----------- | ------------------------- | --------------------------------- | ------------------------- | --------------------------------- | ----------------- | ----------------- | ----------- |
| Vincenzo Grassi    | 52 kg       | Faiz Khakshar (AFG) · 1-3 | Cemal Yanılmaz (TUR) · 3-1        | Seán O'Connor (IRL) · 1-3 | Josida Josikacu (JPN) · kétvállas | kiesett           | kiesett           | helyezetlen |
| Gaetano De Vescovi | 78 kg       | Joseph Feeney (IRL) · 1-3 | Dzsigdzsidijn Mönhbat (MGL) · 3-1 | erőnyerő                  | Petko Dermendzhiev (BUL) · 3-1    | kiesett           | kiesett           | helyezetlen |

## Cselgáncs
| Versenyző       | Versenyszám | Csoportkör                                                                                          | Csoportkör | Negyeddöntő       | Elődöntő          | Döntő             | Helyezés    |
| Versenyző       | Versenyszám | Ellenfél Eredmény                                                                                   | Hely.      | Ellenfél Eredmény | Ellenfél Eredmény | Ellenfél Eredmény | Helyezés    |
| --------------- | ----------- | --------------------------------------------------------------------------------------------------- | ---------- | ----------------- | ----------------- | ----------------- | ----------- |
| Bruno Carmeni   | Könnyűsúly  | 4. csoport · Csang Ven-ku (Chang Won-Ku) (ROC) · GY · Gaston Lesturgeon (FRA) · V                   | 3.         | kiesett           | kiesett           | kiesett           | 19.         |
| Stefano Gamba   | Könnyűsúly  | 6. csoport · Aurelio Chu Yi (PAN) · visszalépett · Eric Hänni (SUI) · visszalépett                  | —          | kiesett           | kiesett           | kiesett           | helyezetlen |
| Nicola Tempesta | Nehézsúly   | 5. csoport · Kim Dzsongdal (Kim Jong-Dal) (KOR) · V · Huang Zsung-csun (Huang Yong-Chun) (ROC) · GY | 2.         | kiesett           | kiesett           | kiesett           | 6.          |

## Evezés
| Versenyző | Versenyszám              | Előfutam | Előfutam | Vigaszág | Vigaszág | Döntő | Döntő   | Döntő | Helyezés |
| Versenyző | Versenyszám              | Idő      | Hely.    | Idő      | Hely.    | Típus | Idő     | Hely. | Helyezés |
| --- | ------------------------ | -------- | -------- | -------- | -------- | ----- | ------- | ----- | -------- |
| Romano Sgheiz Fulvio Balatti Giovanni Zucchi Luciano Sgheiz | Kormányos nélküli négyes | 7:11,65  | 5.       | 6:34,61  | 1.       | A     | 7:10,05 | 5.    | 5.       |
| Renato Bosatta Emilio Trivini Giuseppe Galante Franco De Pedrina Giovanni Spinola (kormányos)                                                                  | Kormányos négyes         | 6:47,06  | 1.       | erőnyerő | erőnyerő | A     | 7:02,84 | 2.    |          |
| Dario Giani Sergio Tagliapietra Gianpietro Gilardi Francesco Glorioso Pietro Polti Giuseppe Schiavon Orlando Savarin Sereno Brunello Ivo Stefanoni (kormányos) | Nyolcas                  | 6:02,13  | 3.       | 6:03,59  | 1.       | A     | 6:42,78 | 6.    | 6.       |

## Kajak-kenu
Férfi
| Versenyző                                                       | Versenyszám         | Előfutam | Előfutam | Vigaszág | Vigaszág | Elődöntő | Elődöntő | Döntő   | Döntő    |
| Versenyző                                                       | Versenyszám         | Idő      | Hely.    | Idő      | Hely.    | Idő      | Hely.    | Idő     | Helyezés |
| --------------------------------------------------------------- | ------------------- | -------- | -------- | -------- | -------- | -------- | -------- | ------- | -------- |
| Cesare Beltrami Cesare Zilioli                                  | Kajak kettes 1000 m | 3:46,43  | 3.       | erőnyerő | erőnyerő | 3:52,27  | 3.       | 3:43,55 | 6.       |
| Claudio Agnisetta Cesare Beltrami Angelo Pedroni Cesare Zilioli | Kajak négyes 1000 m | 3:25,32  | 5.       | 3:21,36  | 2.       | 3:24,84  | 3.       | 3:19,32 | 6.       |

## Kerékpározás

### Országúti kerékpározás
| Versenyző                                                          | Versenyszám     | Idő                   | Helyezés      |
| ------------------------------------------------------------------ | --------------- | --------------------- | ------------- |
| Severino Andreoli                                                  | Mezőnyverseny   | 4:39:51,74 (+0:00,11) | 28.           |
| Felice Gimondi                                                     | Mezőnyverseny   | 4:39:51,76 (+0:00,13) | 33.           |
| Ferruccio Manza                                                    | Mezőnyverseny   | nem ért célba         | nem ért célba |
| Mario Zanin                                                        | Mezőnyverseny   | 4:39:51,63            |               |
| Severino Andreoli Luciano Dalla Bona Pietro Guerra Ferruccio Manza | Csapat időfutam | 2:26:55,39 (+0:24,20) |               |

### Pálya-kerékpározás
Sprintverseny
| Versenyző           | Versenyszám  | 1. forduló                                         | 1. forduló | Vigaszág selejtező   | Vigaszág selejtező | Vigaszág döntő       | Vigaszág döntő | Nyolcaddöntő                                            | Nyolcaddöntő | Vigaszág selejtező                                      | Vigaszág selejtező | Vigaszág döntő              | Vigaszág döntő | Negyeddöntő                        | Elődöntő                                      | Döntő                                    | Helyezés |
| Versenyző           | Versenyszám  | Ellenfelek Győztes idő                             | Hely.      | Ellenfél Győztes idő | Hely.              | Ellenfél Győztes idő | Hely.          | Ellenfelek Győztes idő                                  | Hely.        | Ellenfelek Győztes idő                                  | Hely.              | Ellenfél Győztes idő        | Hely.          | Ellenfél Győztes idő               | Ellenfél Győztes idő                          | Ellenfél Győztes idő                     | Helyezés |
| ------------------- | ------------ | -------------------------------------------------- | ---------- | -------------------- | ------------------ | -------------------- | -------------- | ------------------------------------------------------- | ------------ | ------------------------------------------------------- | ------------------ | --------------------------- | -------------- | ---------------------------------- | --------------------------------------------- | ---------------------------------------- | -------- |
| Sergio Bianchetto   | Férfi egyéni | Muhammad Hafeez (PAK) · Suchha Singh (IND) · 11,58 | 1.         |                      |                    |                      |                | Ulrich Schillinger (EUA) · Peder Pedersen (DEN) · 11,83 | 1.           |                                                         |                    |                             |                | Mario Vanegas (COL) · 13,00, 12,31 | Daniel Morelon (FRA) · 12,53, 11,83, 12,91    | Giovanni Pettenella (ITA) · 13,85, 13,69 |          |
| Giovanni Pettenella | Férfi egyéni | Fitzroy Hoyte (TRI) · Tim Phivana (CAM) · 11,40    | 1.         |                      |                    |                      |                | Zbysław Zając (POL) · Valery Khitrov (URS) · 12,06      | 3.           | Ulrich Schillinger (EUA) · Niels Fredborg (DEN) · 12,06 | 1.                 | Omar Phakadze (URS) · 11,71 | 1.             | Patrick Sercu (BEL) · 12,03, 11,57 | Pierre Trentin (FRA) · 12,89, kizárták, 12,74 | Sergio Bianchetto (ITA) · 13,85, 13,69   |          |

Időfutam
| Versenyző           | Versenyszám  | Idő     | Helyezés |
| ------------------- | ------------ | ------- | -------- |
| Giovanni Pettenella | Férfi egyéni | 1:10,09 |          |

Tandem
| Versenyző                        | Versenyszám     | 1. forduló                                             | Vigaszág selejtező   | Vigaszág selejtező | Vigaszág döntő         | Vigaszág döntő | Negyeddöntő                                                       | Elődöntő                                                                              | Döntő                                                                      | Helyezés |
| Versenyző                        | Versenyszám     | Ellenfél Győztes idő                                   | Ellenfél Győztes idő | Hely.              | Ellenfelek Győztes idő | Hely.          | Ellenfél Győztes idő                                              | Ellenfél Győztes idő                                                                  | Ellenfél Győztes idő                                                       | Helyezés |
| -------------------------------- | --------------- | ------------------------------------------------------ | -------------------- | ------------------ | ---------------------- | -------------- | ----------------------------------------------------------------- | ------------------------------------------------------------------------------------- | -------------------------------------------------------------------------- | -------- |
| Angelo Damiano Sergio Bianchetto | Férfi kétüléses | Mexikó (MEX) · José Mercado · José Luis Tellez · 11,00 |                      |                    |                        |                | Dánia (DEN) · Niels Fredborg · Per Sarto Jørgensen · 10,67, 10,84 | Egyesült Német Csapat (EUA) · Willi Fuggerer · Klaus Kobusch · 10,90, 11,03, kizárták | Szovjetunió (URS) · Imants Bodnieks · Viktor Logunov · 10,80, 10,85, 10,75 |          |

Üldözőversenyek
| Versenyző                                                     | Versenyszám  | Selejtező | Selejtező | Selejtező | Negyeddöntő                                                                              | Negyeddöntő | Negyeddöntő | Elődöntő                                                                                 | Elődöntő  | Elődöntő | Döntő | Döntő     | Helyezés |
| Versenyző                                                     | Versenyszám  | Ellenfél Idő                                                                                                  | Saját idő | Hely.     | Ellenfél Idő                                                                             | Saját idő   | Hely.       | Ellenfél Idő                                                                             | Saját idő | Hely.    | Ellenfél Idő                                                                                             | Saját idő | Helyezés |
| ------------------------------------------------------------- | ------------ | --- | --------- | --------- | ---------------------------------------------------------------------------------------- | ----------- | ----------- | ---------------------------------------------------------------------------------------- | --------- | -------- | --- | --------- | -------- |
| Georgio Ursi                                                  | Férfi egyéni | Lucjan Józefowicz (POL) · 5:05,01                                                                             | 5:01,41   | 1.        | Lothar Spiegelberg (EUA) · 5:09,84                                                       | 5:02,43     | 1.          | Tiemen Groen (NED) · 5:01,36                                                             | 4:56,64   | 1.       | Jiří Daler (TCH) · 5:04,75                                                                               | 5:05,96   |          |
| Vincenzo Mantovani Carlo Rancati Luigi Roncaglia Franco Testa | Férfi csapat | Argentína (ARG) · Carlos Alberto Álvarez · Ernesto Contreras · Juan Alberto Merlos · Alberto Trillo · 4:44,66 | 4:39,06   | 1.        | Csehszlovákia (TCH) · Jiří Daler · Antonín Kříž · Jiří Pecka · František Řezáč · 4:45,68 | 4:37,58     | 1.          | Hollandia (NED) · Henk Cornelisse · Gerard Koel · Jaap Oudkerk · Cor Schuuring · 4:41,02 | 4:37,98   | 1.       | Egyesült Német Csapat (EUA) · Lothar Claesges · Karl Heinz Henrichs · Karl Link · Ernst Streng · 4:35,67 | 4:35,74   |          |

## Kosárlabda
| Olasz férfi kosárlabdacsapat-játékoskeret                                                                       | Olasz férfi kosárlabdacsapat-játékoskeret                                                                        |
| --- | --- |
| - Franco Bertini - Sauro Bufalini - Ottorino Flaborea - Giovanni Gavagnin - Augusto Giomo - Gianfranco Lombardi | - Massimo Masini - Giusto Pellanera - Gianfranco Pieri - Gianfranco Sardagna - Gabriele Vianello - Paolo Vittori |

### Eredmények
Csoportkör
A csoport
| Csapat              | M | Gy | V | P+  | P–  | Pk   |
| ------------------- | - | -- | - | --- | --- | ---- |
| Szovjetunió (URS)   | 7 | 7  | 0 | 562 | 424 | +138 |
| Puerto Rico (PUR)   | 7 | 5  | 2 | 493 | 454 | +39  |
| Lengyelország (POL) | 7 | 4  | 3 | 467 | 448 | +19  |
| Olaszország (ITA)   | 7 | 4  | 3 | 495 | 480 | +15  |
| Mexikó (MEX)        | 7 | 3  | 4 | 485 | 514 | –29  |
| Japán (JPN)         | 7 | 3  | 4 | 421 | 428 | –7   |
| Magyarország (HUN)  | 7 | 2  | 5 | 407 | 469 | –62  |
| Kanada (CAN)        | 7 | 0  | 7 | 408 | 521 | –113 |

| 1964. október 11. 16:00 | Olaszország (ITA) | 85 – 80 | Mexikó (MEX) |  |
| 1964. október 11. 16:00 | (42–45)           |         |              |  |

| 1964. október 12. 10:30 | Olaszország (ITA) | 74 – 64 | Puerto Rico (PUR) |  |
| 1964. október 12. 10:30 | (42–33)           |         |                   |  |

| 1964. október 13. 12:00 | Lengyelország (POL) | 61 – 58 | Olaszország (ITA) |  |
| 1964. október 13. 12:00 | (34–27)             |         |                   |  |

| 1964. október 14. 16:00 | Olaszország (ITA) | 66 – 54 | Kanada (CAN) |  |
| 1964. október 14. 16:00 | (26–28)           |         |              |  |

| 1964. október 16. 16:00 | Olaszország (ITA) | 77 – 73 | Magyarország (HUN) |  |
| 1964. október 16. 16:00 | (46–38)           |         |                    |  |

| 1964. október 17. 9:00 | Japán (JPN) | 72 – 68 | Olaszország (ITA) |  |
| 1964. október 17. 9:00 | (32–32)     |         |                   |  |

| 1964. október 18. 19:00 | Szovjetunió (URS) | 76 – 67 | Olaszország (ITA) |  |
| 1964. október 18. 19:00 | (40–32)           |         |                   |  |

Az 5–8. helyért
| 1964. október 20. 18:30 | Olaszország (ITA) | 75 – 63 | Jugoszlávia (YUG) |  |
| 1964. október 20. 18:30 | (33–25)           |         |                   |  |

Az 5. helyért
| 1964. október 22. 20:00 | Olaszország (ITA) | 79 – 59 | Lengyelország (POL) |  |
| 1964. október 22. 20:00 | (44–29)           |         |                     |  |

| Csapat            | Helyezés |
| ----------------- | -------- |
| Olaszország (ITA) | 5.       |

## Lovaglás
Díjugratás
| Versenyző                                          | Ló                          | Versenyszám | 1. forduló | 1. forduló | 2. forduló | 2. forduló | Összesen | Összesen |
| Versenyző                                          | Ló                          | Versenyszám | Pont       | Hely.      | Pont       | Hely.      | Pont     | Helyezés |
| -------------------------------------------------- | --------------------------- | ----------- | ---------- | ---------- | ---------- | ---------- | -------- | -------- |
| Piero D'Inzeo                                      | Sun Beam                    | Egyéni      | 12,00      | 6.         | 12,50      | 13.        | 24,50    | 9.       |
| Raimondo D'Inzeo                                   | Posillipo                   | Egyéni      | 16,00      | 13.        | 12,00      | 8.         | 28,00    | 11.      |
| Graziano Mancinelli                                | Rockette                    | Egyéni      | 16,00      | 13.        | 20,00      | 25.        | 36,00    | 19.      |
| Piero D'Inzeo Raimondo D'Inzeo Graziano Mancinelli | Sun Beam Posillipo Rockette | Csapat      | 44,00      | 2.         | 44,50      | 4.         | 88,50    |          |

Lovastusa
| Versenyző                                    | Ló                      | Versenyszám | Díjlovaglás | Díjlovaglás | Tereplovaglás | Tereplovaglás | Díjugratás    | Díjugratás    | Végeredmény | Végeredmény |
| Versenyző                                    | Ló                      | Versenyszám | Bünt.       | Hely.       | Bünt.         | Hely.         | Bünt.         | Hely.         | Bünt.       | Helyezés    |
| -------------------------------------------- | ----------------------- | ----------- | ----------- | ----------- | ------------- | ------------- | ------------- | ------------- | ----------- | ----------- |
| Paolo Angioni                                | King                    | Egyéni      | -65,33      | 32.         | 103,20        | 5.            | -20,00        | 22.           | 17,87       | 11.         |
| Alessandro Argenton                          | Scottie                 | Egyéni      | -59,67      | 21.         | -65,20        | 32.           | nem ért célba | nem ért célba | kiesett     | kiesett     |
| Mauro Checcoli                               | Surbean                 | Egyéni      | -54,00      | 14.         | 118,40        | 1.            | 0,00          | 1.            | 64,40       |             |
| Giuseppe Ravano                              | Royal Love              | Egyéni      | -69,67      | 36.         | 73,20         | 16.           | 0,00          | 1.            | 3,53        | 14.         |
| Paolo Angioni Mauro Checcoli Giuseppe Ravano | King Surbean Royal Love | Csapat      | -179,00     | 7.          | 294,80        | 1.            | -20,00        | 3.            | 85,80       |             |

## Műugrás
Férfi
| Versenyző       | Versenyszám        | Selejtező | Selejtező | Döntő   | Döntő    |
| Versenyző       | Versenyszám        | Pont      | Helyezés  | Pont    | Helyezés |
| --------------- | ------------------ | --------- | --------- | ------- | -------- |
| Franco Cagnotto | Egyéni műugrás     | 89,54     | 10.       | kiesett | kiesett  |
| Franco Cagnotto | Egyéni toronyugrás | 82,23     | 23.       | kiesett | kiesett  |
| Klaus Dibiasi   | Egyéni toronyugrás | 97,62     | 1.        | 147,54  |          |
| Klaus Dibiasi   | Egyéni műugrás     | 87,68     | 13.       | kiesett | kiesett  |

## Ökölvívás
| Versenyző         | Versenyszám   | Selejtező         | 32-es főtábla                     | Nyolcaddöntő                 | Negyeddöntő                      | Elődöntő                        | Döntő                          | Helyezés |
| Versenyző         | Versenyszám   | Ellenfél Eredmény | Ellenfél Eredmény                 | Ellenfél Eredmény            | Ellenfél Eredmény                | Ellenfél Eredmény               | Ellenfél Eredmény              | Helyezés |
| ----------------- | ------------- | ----------------- | --------------------------------- | ---------------------------- | -------------------------------- | ------------------------------- | ------------------------------ | -------- |
| Fernando Atzori   | Légsúly       |                   | Mahmoud Mersal (RAU) · 5-0        | Darryl Norwood (AUS) · 5-0   | John McCafferty (IRL) · 5-0      | Robert Carmody (USA) · 4-1      | Artur Olech (POL) · 4-1        |          |
| Franco Zurlo      | Harmatsúly    |                   | Mihail Micev (BUL) · 3-2          | Oleg Grigorjev (URS) · 0-5   | kiesett                          | kiesett                         | kiesett                        | 9.       |
| Giovanni Girgenti | Pehelysúly    |                   | Anthony Villanueva (PHI) · 2-3    | kiesett                      | kiesett                          | kiesett                         | kiesett                        | 17.      |
| Bruno Arcari      | Könnyűsúly    | erőnyerő          | Alex Oundu (KEN) · RSC            | kiesett                      | kiesett                          | kiesett                         | kiesett                        | 17.      |
| Ermanno Fasoli    | Kisváltósúly  | erőnyerő          | Pak Kuil (Park Gu-Il) (KOR) · 5-0 | Iosif Mihalic (ROU) · 1-4    | kiesett                          | kiesett                         | kiesett                        | 9.       |
| Silvano Bertini   | Váltósúly     |                   | Frederick Desrosiers (CAN) · RSC  | Hussein Saddik (RAU) · 5-0   | Michael Varley (GBR) · RSC       | Marian Kasprzyk (POL) · 2-3     | kiesett                        |          |
| Massimo Bruschini | Nagyváltósúly |                   | Józef Grzesiak (POL) · 0-5        | kiesett                      | kiesett                          | kiesett                         | kiesett                        | 17.      |
| Franco Valle      | Középsúly     |                   | erőnyerő                          | Luiz Cezar (BRA) · 4-1       | Guillermo Salinas (CHI) · 5-0    | Emil Schulz (EUA) · 0-5         | kiesett                        |          |
| Cosimo Pinto      | Félnehézsúly  |                   | erőnyerő                          | Rudolfus Lubbers (NED) · 5-0 | Jürgen Schlegel (EUA) · 4-1      | Alekszandar Nikolov (BUL) · RSC | Alekszej Kiszeljov (URS) · 3-2 |          |
| Giuseppe Ros      | Nehézsúly     |                   |                                   | Josef Němec (TCH) · 4-1      | Vasile Mariuţan (ROU) · kizárták | Hans Huber (EUA) · 1-4          | kiesett                        |          |

## Öttusa
| Versenyző         | Versenyszám | Lovaglás | Lovaglás | Lovaglás | Vívás    | Vívás | Vívás | Lövészet | Lövészet | Lövészet | Úszás  | Úszás | Úszás | Futás   | Futás | Futás | Összesen    | Összesen |
| Versenyző         | Versenyszám | Idő      | Pont     | Hely.    | Eredmény | Pont  | Hely. | Pontszám | Pont     | Hely.    | Idő    | Pont  | Hely. | Idő     | Pont  | Hely. | Összes pont | Helyezés |
| ----------------- | ----------- | -------- | -------- | -------- | -------- | ----- | ----- | -------- | -------- | -------- | ------ | ----- | ----- | ------- | ----- | ----- | ----------- | -------- |
| Alfonso Ottaviani | Egyéni      | 3:23,4   | 940      | 37.      | 23–13    | 856   | 4.    | 187      | 840      | 23.      | 4:15,2 | 925   | 29.   | 14:30,8 | 1090  | 8.    | 4651        | 14.      |

## Sportlövészet
Férfi
| Versenyző          | Versenyszám          | Pont | Helyezés |
| ------------------ | -------------------- | ---- | -------- |
| Ugo Amicosante     | Gyorstüzelő pisztoly | 570  | 36.      |
| Giovanni Liverzani | Gyorstüzelő pisztoly | 574  | 31.      |
| Ugo Simoni         | Szabadpisztoly       | 526  | 33.      |
| Ennio Mattarelli   | Trap                 | 198  |          |
| Galliano Rossini   | Trap                 | 194  | 4.       |

## Súlyemelés
| Versenyző            | Versenyszám | Nyomás   | Nyomás   | Szakítás | Szakítás | Lökés    | Lökés    | Összesen | Helyezés |
| Versenyző            | Versenyszám | Eredmény | Helyezés | Eredmény | Helyezés | Eredmény | Helyezés | Összesen | Helyezés |
| -------------------- | ----------- | -------- | -------- | -------- | -------- | -------- | -------- | -------- | -------- |
| Renzo Grandi         | 56 kg       | 105,0    | 4.       | 92,5     | 17.      | 130,0    | 8.       | 327,5    | 12.      |
| Sebastiano Mannironi | 60 kg       | 112,5    | 6.       | 112,5    | 4.       | 145,0    | 4.       | 370,0    | 5.       |

## Torna
Férfi
| Versenyző                                                                                                   | Versenyszám      | Selejtező | Selejtező | Döntő    | Döntő    |
| Versenyző                                                                                                   | Versenyszám      | Pontszám  | Helyezés  | Pontszám | Helyezés |
| --- | ---------------- | --------- | --------- | -------- | -------- |
| Giovanni Carminucci                                                                                         | Talaj            | 18,65     | 30.       | kiesett  | kiesett  |
| Giovanni Carminucci                                                                                         | Ugrás            | 18,75     | 54.       | kiesett  | kiesett  |
| Giovanni Carminucci                                                                                         | Korlát           | 19,30     | 6.        | kiesett  | kiesett  |
| Giovanni Carminucci                                                                                         | Nyújtó           | 18,25     | 63.       | kiesett  | kiesett  |
| Giovanni Carminucci                                                                                         | Gyűrű            | 18,65     | 25.       | kiesett  | kiesett  |
| Giovanni Carminucci                                                                                         | Lólengés         | 18,20     | 54.       | kiesett  | kiesett  |
| Giovanni Carminucci                                                                                         | Egyéni összetett |           |           | 111,80   | 27.      |
| Pasquale Carminucci                                                                                         | Talaj            | 18,25     | 61.       | kiesett  | kiesett  |
| Pasquale Carminucci                                                                                         | Ugrás            | 18,70     | 69.       | kiesett  | kiesett  |
| Pasquale Carminucci                                                                                         | Korlát           | 18,65     | 45.       | kiesett  | kiesett  |
| Pasquale Carminucci                                                                                         | Nyújtó           | 18,25     | 63.       | kiesett  | kiesett  |
| Pasquale Carminucci                                                                                         | Gyűrű            | 18,60     | 28.       | kiesett  | kiesett  |
| Pasquale Carminucci                                                                                         | Lólengés         | 18,25     | 50.       | kiesett  | kiesett  |
| Pasquale Carminucci                                                                                         | Egyéni összetett |           |           | 110,70   | 42.*     |
| Luigi Cimnaghi                                                                                              | Talaj            | 18,45     | 46.       | kiesett  | kiesett  |
| Luigi Cimnaghi                                                                                              | Ugrás            | 18,75     | 54.       | kiesett  | kiesett  |
| Luigi Cimnaghi                                                                                              | Korlát           | 19,05     | 14.       | kiesett  | kiesett  |
| Luigi Cimnaghi                                                                                              | Nyújtó           | 18,90     | 21.       | kiesett  | kiesett  |
| Luigi Cimnaghi                                                                                              | Gyűrű            | 18,50     | 35.       | kiesett  | kiesett  |
| Luigi Cimnaghi                                                                                              | Lólengés         | 18,70     | 17.       | kiesett  | kiesett  |
| Luigi Cimnaghi                                                                                              | Egyéni összetett |           |           | 112,35   | 21.*     |
| Bruno Franceschetti                                                                                         | Talaj            | 18,10     | 69.       | kiesett  | kiesett  |
| Bruno Franceschetti                                                                                         | Ugrás            | 18,55     | 86.       | kiesett  | kiesett  |
| Bruno Franceschetti                                                                                         | Korlát           | 18,20     | 79.       | kiesett  | kiesett  |
| Bruno Franceschetti                                                                                         | Nyújtó           | 17,10     | 102.      | kiesett  | kiesett  |
| Bruno Franceschetti                                                                                         | Gyűrű            | 18,45     | 38.       | kiesett  | kiesett  |
| Bruno Franceschetti                                                                                         | Lólengés         | 18,30     | 45.       | kiesett  | kiesett  |
| Bruno Franceschetti                                                                                         | Egyéni összetett |           |           | 108,70   | 75.*     |
| Franco Menichelli                                                                                           | Talaj            | 19,30     | 2.        | 19,450   |          |
| Franco Menichelli                                                                                           | Ugrás            | 19,05     | 24.       | kiesett  | kiesett  |
| Franco Menichelli                                                                                           | Korlát           | 19,30     | 6.        | 19,350   |          |
| Franco Menichelli                                                                                           | Nyújtó           | 19,25     | 6.        | kiesett  | kiesett  |
| Franco Menichelli                                                                                           | Gyűrű            | 19,45     | 2.        | 19,425   |          |
| Franco Menichelli                                                                                           | Lólengés         | 18,80     | 11.       | kiesett  | kiesett  |
| Franco Menichelli                                                                                           | Egyéni összetett |           |           | 115,15   | 5.       |
| Angelo Vicardi                                                                                              | Talaj            | 17,85     | 84.       | kiesett  | kiesett  |
| Angelo Vicardi                                                                                              | Ugrás            | 18,65     | 77.       | kiesett  | kiesett  |
| Angelo Vicardi                                                                                              | Korlát           | 18,65     | 45.       | kiesett  | kiesett  |
| Angelo Vicardi                                                                                              | Nyújtó           | 18,25     | 63.       | kiesett  | kiesett  |
| Angelo Vicardi                                                                                              | Gyűrű            | 17,50     | 81.       | kiesett  | kiesett  |
| Angelo Vicardi                                                                                              | Lólengés         | 18,50     | 36.       | kiesett  | kiesett  |
| Angelo Vicardi                                                                                              | Egyéni összetett |           |           | 109,40   | 63.      |
| Giovanni Carminucci Pasquale Carminucci Luigi Cimnaghi Bruno Franceschetti Franco Menichelli Angelo Vicardi | Csapat összetett |           |           | 560,90   | 4.       |

* - egy másik versenyzővel azonos eredményt ért el

## Úszás
Férfi
| Versenyző                                                            | Versenyszám            | Előfutam | Előfutam | Előfutam | Elődöntő | Elődöntő | Elődöntő | Döntő   | Döntő    |
| Versenyző                                                            | Versenyszám            | Idő      | Hely.    | Össz.    | Idő      | Hely.    | Össz.    | Idő     | Helyezés |
| -------------------------------------------------------------------- | ---------------------- | -------- | -------- | -------- | -------- | -------- | -------- | ------- | -------- |
| Bruno Bianchi                                                        | 100 m gyors            | 56,8     | 5.       | 36.****  | kiesett  | kiesett  | kiesett  | kiesett | kiesett  |
| Pietro Boscaini                                                      | 100 m gyors            | 55,8     | 3.       | 18.***   | 56,1     | 8.       | 20.      | kiesett | kiesett  |
| Sergio De Gregorio                                                   | 100 m gyors            | 56,8     | 5.       | 36.****  | kiesett  | kiesett  | kiesett  | kiesett | kiesett  |
| Sergio De Gregorio                                                   | 400 m gyors            | 4:27,4   | 3.       | 15.      |          |          |          | kiesett | kiesett  |
| Giovanni Orlando                                                     | 400 m gyors            | 4:30,8   | 4.       | 26.      |          |          |          | kiesett | kiesett  |
| Pierpaolo Spangaro                                                   | 400 m gyors            | 4:30,0   | 4.       | 23.*     |          |          |          | kiesett | kiesett  |
| Chiaffredo Rora                                                      | 200 m hát              | 2:17,8   | 3.       | 10.*     | 2:16,7   | 5.       | 9.       | kiesett | kiesett  |
| Ezio Della Savia                                                     | 200 m hát              | 2:16,6   | 1.       | 6.       | 2:18,4   | 6.       | 13.      | kiesett | kiesett  |
| Cesare Caramelli                                                     | 200 m mell             | 2:40,9   | 6.       | 21.      | kiesett  | kiesett  | kiesett  | kiesett | kiesett  |
| Gian Corrado Gross                                                   | 200 m mell             | 2:42,8   | 4.       | 23.      | kiesett  | kiesett  | kiesett  | kiesett | kiesett  |
| Giampiero Fossati                                                    | 200 m pillangó         | 2:17,2   | 4.       | 16.      | 2:18,1   | 8.       | 15.      | kiesett | kiesett  |
| Antonio Rastrelli                                                    | 200 m pillangó         | 2:17,3   | 3.       | 17.*     | kiesett  | kiesett  | kiesett  | kiesett | kiesett  |
| Sergio De Gregorio Bruno Bianchi Giovanni Orlando Pietro Boscaini    | 4 × 200 m gyorsváltó   | 8:17,8   | 4.       | 7.       |          |          |          | 8:18,1  | 8.       |
| Chiaffredo Rora Gian Corrado Gross Giampiero Fossati Pietro Boscaini | 4 × 100 m vegyes váltó | 4:09,3   | 3.       | 6.       |          |          |          | 4:10,3  | 7.       |

Női
| Versenyző                                                      | Versenyszám          | Előfutam | Előfutam | Előfutam | Elődöntő | Elődöntő | Elődöntő | Döntő   | Döntő    |
| Versenyző                                                      | Versenyszám          | Idő      | Hely.    | Össz.    | Idő      | Hely.    | Össz.    | Idő     | Helyezés |
| -------------------------------------------------------------- | -------------------- | -------- | -------- | -------- | -------- | -------- | -------- | ------- | -------- |
| Mara Sacchi                                                    | 100 m gyors          | 1:05,9   | 6.       | 34.      | kiesett  | kiesett  | kiesett  | kiesett | kiesett  |
| Paola Saini                                                    | 100 m gyors          | 1:04,4   | 4.       | 23.      | kiesett  | kiesett  | kiesett  | kiesett | kiesett  |
| Daniela Beneck                                                 | 100 m gyors          | 1:03,2   | 3.       | 11.      | 1:02,9   | 6.       | 10.      | kiesett | kiesett  |
| Daniela Beneck                                                 | 400 m gyors          | 4:56,2   | 2.       | 10.      |          |          |          | kiesett | kiesett  |
| Anna Maria Cecchi                                              | 100 m pillangó       | 1:10,3   | 2.       | 11.**    | 1:07,8   | 3.       | 5.       | kiesett | kiesett  |
| Paola Saini Maria Cristina Pacifici Mara Sacchi Daniela Beneck | 4 × 100 m gyorsváltó | 4:15,0   | 4.       | 8.       |          |          |          | 4:17,2  | 8.       |

* - egy másik versenyzővel azonos időt ért el

** - két másik versenyzővel azonos időt ért el

*** - öt másik versenyzővel azonos időt ért el

**** - hat másik versenyzővel azonos időt ért el

## Vitorlázás
Nyílt
| Versenyző                                           | Versenyszám     | Futam | Futam | Futam | Futam | Futam | Futam | Futam | Pontszám | Helyezés |
| Versenyző                                           | Versenyszám     | 1     | 2     | 3     | 4     | 5     | 6     | 7     | Pontszám | Helyezés |
| --------------------------------------------------- | --------------- | ----- | ----- | ----- | ----- | ----- | ----- | ----- | -------- | -------- |
| Luigi Croce Luigi Saidelli                          | Csillaghajó     | 218   | 252   | (101) | 290   | 155   | 290   | 218   | 1423     | 15.      |
| Mario Capio Marco Sartori                           | Repülő hollandi | 1423  | 724   | (101) | 344   | 344   | 520   | 309   | 3664     | 10.      |
| Massimo Minervini Bruno Petronio Agostino Straulino | 5,5 méteres     | 976   | 976   | 800   | (236) | 432   | 976   | 578   | 4738     | 4.       |
| Sergio Furlan Annibale Pelaschiar Sergio Sorrentino | Sárkányhajó     | 1162  | 421   | 986   | (349) | 685   | 618   | 764   | 4636     | 6.       |

## Vívás
Férfi
| Versenyző                                                                                         | Versenyszám       | Csoportkör | Csoportkör | Csoportkör | Csoportkör | Elődöntő                    | Elődöntő                    | Elődöntő                                            | Döntő | Helyezés    |
| Versenyző                                                                                         | Versenyszám       | 1. kör | 1. kör     | 2. kör | 2. kör     | 3. kör                      | 4. kör                      | 5. kör                                              | Döntő | Helyezés    |
| Versenyző                                                                                         | Versenyszám       | Ellenfél Eredmény | Hely.      | Ellenfél Eredmény | Hely.      | Ellenfél Eredmény           | Ellenfél Eredmény           | Ellenfél Eredmény                                   | Ellenfél Eredmény | Helyezés    |
| ------------------------------------------------------------------------------------------------- | ----------------- | --- | ---------- | --- | ---------- | --------------------------- | --------------------------- | --------------------------------------------------- | --- | ----------- |
| Mario Curletto                                                                                    | Tőr, egyéni       | B. csoport · Moustafa Soheim (RAU) · 2-5 · Ókava Heizaburó (JPN) · 1-5 · Ryszard Parulski (POL) · 5-4 · Enrique Penabella (CUB) · 5-1 · Ivan Lund (AUS) · 5-3 | 4.         | A. csoport · German Szvesnyikov (URS) · 4-5 · Witold Woyda (POL) · 0-5 · Ion Drîmbă (ROU) · 5-4 · Gyuricza József (HUN) · 5-4 · Alexander Leckie (GBR) · 5-1                                                                  | 4.         | Bill Hoskyns (GBR) · 6-10   | kiesett                     | kiesett                                             | kiesett | 17.         |
| Nicola Granieri                                                                                   | Tőr, egyéni       | E. csoport · Daniel Revenu (FRA) · 5-4 · Sameh Rahman (RAU) · 5-2 · Tabucsi Kazuhiko (JPN) · 5-3 · John Andru (CAN) · 5-4 · Houshmand Almasi (IRI) · 5-0 | 1.         | C. csoport · Roland Losert (AUT) · 1-5 · Dieter Schmitt (EUA) · 2-5 · Haukler István (ROU) · 0-5 · Viktor Zsdanovics (URS) · 5-1 · Mohamed Gamil El-Kalyoubi (RAU) · 5-3 · Rájátszás: · Mohamed Gamil El-Kalyoubi (RAU) · 4-5 | 6.         | kiesett                     | kiesett                     | kiesett                                             | kiesett | helyezetlen |
| Pasquale La Ragione                                                                               | Tőr, egyéni       | H. csoport · Haukler István (ROU) · 3-5 · Witold Woyda (POL) · 3-5 · Tim Gerresheim (EUA) · 5-4 · Brian McCowage (AUS) · 5-2 · Dibier Tamayo (COL) · 5-0 · Ronnie Theseira (MAS) · 5-0                                                                                | 3.         | D. csoport · Tim Gerresheim (EUA) · 3-5 · Herbert Cohen (USA) · 2-5 · Mano Kazuo (JPN) · 3-5 · Tănase Mureșanu (ROU) · 2-5 · Daniel Revenu (FRA) · 5-2                                                                        | 6.         | kiesett                     | kiesett                     | kiesett                                             | kiesett | helyezetlen |
| Giuseppe Delfino                                                                                  | Párbajtőr, egyéni | F. csoport · Franz Rompza (EUA) · 3-5 · Kulcsár Győző (HUN) · 5-2 · Allan Jay (GBR) · 5-5 · Marcus Leyrer (AUT) · 5-4 · Robert Foxcroft (CAN) · 5-0 · Ernesto Sastre (COL) · 5-2 · Ivan Lund (AUS) · 4-5                                                              | 3.         | A. csoport · Kulcsár Győző (HUN) · 3-5 · Hans Lagerwall (SWE) · 5-5 · Hassan El-Said (LIB) · 5-4 · Wiesław Glos (POL) · 5-5 · John Bouchier-Hayes (IRL) · 5-2 · Tabucsi Kazuhiko (JPN) · 5-4                                  | 4.         | Nemere Zoltán (HUN) · 8-10  | kiesett                     | kiesett                                             | kiesett | 17.         |
| Alberto Pellegrino                                                                                | Párbajtőr, egyéni | E. csoport · Claude Bourquard (FRA) · 3-5 · Walter Bar (SUI) · 5-2 · Göran Abrahamsson (SWE) · 5-5 · Han Mjongszok (Han Myeong-seok) (KOR) · 5-0 · Sergio Vergara (CHI) · 5-4 · Dibier Tamayo (COL) · 5-1 · Houshmand Almasi (IRI) · 5-1 · Dietrich Hecke (EUA) · 3-5 | 2.         | B. csoport · Bill Hoskyns (GBR) · 2-5 · Hrihorij Krissz (URS) · 5-5 · Göran Abrahamsson (SWE) · 5-3 · Kausz István (HUN) · 5-4 · Yves Dreyfus (FRA) · 5-4 · David Micahnik (USA) · 4-5                                        | 3.         | Dietrich Hecke (EUA) · 9-10 | kiesett                     | kiesett                                             | kiesett | 17.         |
| Gianluigi Saccaro                                                                                 | Párbajtőr, egyéni | D. csoport · Rudolf Trost (AUT) · 4-5 · Bohdan Gonsior (POL) · 5-4 · Michel Saykali (LIB) · 5-1 · John Andru (CAN) · 5-1 · Shahpour Zarnegar (IRI) · 5-1 · Haukler István (ROU) · 4-5 · Frank Anger (USA) · 4-5                                                       | 4.         | C. csoport · Jacques Guittet (FRA) · 5-4 · Paul Gnaier (EUA) · 5-2 · Marcus Leyrer (AUT) · 5-1 · Peter Jacobs (GBR) · 5-2 · Sin Duho (Sin Du-ho) (KOR) · 5-3 · Michel Steininger (SUI) · 2-5                                  | 1.         | Paul Gnaier (EUA) · 10-4    | Hans Lagerwall (SWE) · 10-4 | Claude Bourquard (FRA) · 10-8                       | Hrihorij Krissz (URS) · 1-5 · Bill Hoskyns (GBR) · 4-5 · Guram Kosztava (URS) · 5-4 · Rájátszás: A bronzéremért · Guram Kosztava (URS) · 0-5 | 4.          |
| Wladimiro Calarese                                                                                | Kard, egyéni      | C. csoport · Andrzej Piątkowski (POL) · 4-5 · Örley Tamás (USA) · 5-1 · Sibata Szeidzsi (JPN) · 5-1 · Robert Foxcroft (CAN) · 5-0 · Houshmand Almasi (IRI) · 5-2 | 2.         | A. csoport · Jakov Rilszkij (URS) · 3-5 · Dieter Wellmann (EUA) · 3-5 · Marcel Parent (FRA) · 4-5 · Pézsa Tibor (HUN) · 5-4 · Funamizu Micujuki (JPN) · 5-1 · Octavian Vintilă (ROU) · 5-3 · Keresztes Attila (USA) · 4-5     | 5.         | kiesett                     | kiesett                     |                                                     | kiesett | helyezetlen |
| Pierluigi Chicca                                                                                  | Kard, egyéni      | A. csoport · Jakov Rilszkij (URS) · 5-3 · Ignacio Posada (COL) · 5-3 · Rafael González (ARG) · 5-3 · Michael Ryan (IRL) · 5-1 · Ion Drîmbă (ROU) · 2-5 | 2.         | C. csoport · Mark Rakita (URS) · 1-5 · Claude Arabo (FRA) · 1-5 · Walter Köstner (EUA) · 5-2 · Andrzej Piątkowski (POL) · 5-3 · Alberto Lanteri (ARG) · 5-2 · Kitao Teruhiro (JPN) · 5-4 · Örley Tamás (USA) · 3-5            | 4.         | Claude Arabo (FRA) · 4-10   | kiesett                     |                                                     | kiesett | 9.          |
| Cesare Salvadori                                                                                  | Kard, egyéni      | B. csoport · Jerzy Pawłowski (POL) · 3-5 · Hámori Jenő (USA) · 2-5 · Octavian Vintilă (ROU) · 5-2 · Jan Boutmy (AHO) · 5-1 · Nguyễn The Loc (VIE) · 5-1 · Ronnie Theseira (MAS) · 5-0                                                                                 | 3.         | D. csoport · Emil Ochyra (POL) · 4-5 · Bakonyi Péter (HUN) · 2-5 · Hámori Jenő (USA) · 5-4 · Ralph Cooperman (GBR) · 5-2 · Ignacio Posada (COL) · 5-0 · Enrique Penabella (CUB) · 5-1 · Tănase Mureșanu (ROU) · 3-5           | 3.         | Emil Ochyra (POL) · 6-10    | kiesett                     |                                                     | kiesett | 9.          |
| Mario Curletto Nicola Granieri Pasquale La Ragione Gianguido Milanesi Arcangelo Pinelli           | Tőr, csapat       | B. csoport · Ausztrália (AUS) · 13-3 · Nagy-Britannia (GBR) · 9-7 | 2.         | |            |                             | Franciaország (FRA) · 5-9   | Az 5–6. helyért · Egyesült Német Csapat (EUA) · 5-9 | kiesett | 7.          |
| Giovanni Battista Breda Giuseppe Delfino Gianfranco Paolucci Alberto Pellegrino Gianluigi Saccaro | Párbajtőr, csapat | C. csoport · Irán (IRI) · 16-0 · Japán (JPN) · 9-2 | 1.         | |            | erőnyerő                    | Lengyelország (POL) · 9-6   | Svédország (SWE) · 8-2                              | Magyarország (HUN) · 3-8 |             |
| Giampaolo Calanchini Wladimiro Calarese Pierluigi Chicca Mario Ravagnan Cesare Salvadori          | Kard, csapat      | C. csoport · Argentína (ARG) · 15-1 | 1.         | |            |                             | Magyarország (HUN) · 9-7    | Franciaország (FRA) · 8-7                           | Szovjetunió (URS) · 6-9 |             |

Női
| Versenyző                                                                             | Versenyszám | Csoportkör | Csoportkör | Csoportkör | Csoportkör | Elődöntő                           | Elődöntő                    | Döntő | Helyezés |
| Versenyző                                                                             | Versenyszám | 1. kör | 1. kör     | 2. kör | 2. kör     | 3. kör                             | 4. kör                      | Döntő | Helyezés |
| Versenyző                                                                             | Versenyszám | Ellenfél Eredmény | Hely.      | Ellenfél Eredmény | Hely.      | Ellenfél Eredmény                  | Ellenfél Eredmény           | Ellenfél Eredmény | Helyezés |
| ------------------------------------------------------------------------------------- | ----------- | --- | ---------- | --- | ---------- | ---------------------------------- | --------------------------- | --- | -------- |
| Bruna Colombetti                                                                      | Tőr, egyéni | B. csoport · Dömölky Lídia (HUN) · 2-4 · Ginette Rossini (LUX) · 4-2 · Ana Derșidan-Ene-Pascu (ROU) · 4-1 · Jaszui Tamiko (JPN) · 4-1 · Johanna Winter (AUS) · 4-1 · Pacita Wiedel (CAN) · 4-1       | 2.         | A. csoport · Harriet King (USA) · 4-2 · Juhász Katalin (HUN) · 4-3 · Cathérine Rousselet-Ceretti (FRA) · 4-1 · Valentyina Prudszkova (URS) · 1-4 · Mireya Rodríguez (CUB) · 2-4                                          | 3.         | Mary Watts-Tobin (GBR) · 8-6       | Rejtő Ildikó (HUN) · 3-8    | Az 5–6. helyért · Giovanna Masciotta (ITA) · 6-8                                                                                                 | 7.       |
| Giovanna Masciotta                                                                    | Tőr, egyéni | F. csoport · Heidi Schmid (EUA) · 4-3 · Valentyina Prudszkova (URS) · 4-1 · Janet Wardell-Yerburgh (GBR) · 4-2 · Annick Level (FRA) · 4-1 · María Romano (ARG) · 3-4                                 | 2.         | D. csoport · Galina Gorohova (URS) · 1-4 · Ana Derșidan-Ene-Pascu (ROU) · 1-4 · Rejtő Ildikó (HUN) · 4-3 · Kerstin Palm (SWE) · 4-2 · Rosemarie Scherberger (EUA) · 3-4 · Rájátszás: · Rosemarie Scherberger (EUA) · 4-1 | 4.         | Szabó Orbán Olga (ROU) · 8-6       | Galina Gorohova (URS) · 7-8 | Az 5–6. helyért · Bruna Colombetti (ITA) · 8-6 · Juhász Katalin (HUN) · 5-8                                                                      | 6.       |
| Antonella Ragno                                                                       | Tőr, egyéni | E. csoport · Mary Watts-Tobin (GBR) · 4-2 · Colette Flesch (LUX) · 4-1 · Janet Hopner (AUS) · 4-2 · Valentyina Rasztvorova (URS) · 4-3 · Patricia Skinner (NRH) · 4-1 · Mireya Rodríguez (CUB) · 4-2 | 1.         | C. csoport · Heidi Schmid (EUA) · 4-2 · María Romano (ARG) · 4-0 · Óvada Tomoko (JPN) · 4-1 · Brigitte Gapais-Dumont (FRA) · 4-2 · Mary Watts-Tobin (GBR) · 3-4                                                          | 1.         | Ana Derșidan-Ene-Pascu (ROU) · 8-4 | Juhász Katalin (HUN) · 8-4  | Rejtő Ildikó (HUN) · 1-4 · Helga Mees (EUA) · 4-0 · Galina Gorohova (URS) · 4-3 · Rájátszás: · Rejtő Ildikó (HUN) · 1-4 · Helga Mees (EUA) · 2-4 |          |
| Irene Camber Bruna Colombetti Giovanna Masciotta Antonella Ragno Natalina Sanguinetti | Tőr, csapat | A. csoport · Nagy-Britannia (GBR) · 9-6 | 1.         | |            | erőnyerő                           | Szovjetunió (URS) · 5-9     | Bronzmérkőzés · Egyesült Német Csapat (EUA) · 5-9                                                                                                | 4.       |

## Vízilabda
| Olasz férfi vízilabdacsapat-játékoskeret                                                                         | Olasz férfi vízilabdacsapat-játékoskeret                                                             |
| --- | --- |
| - Danio Bardi - Mario Cevasco - Giuseppe D’Altrui - Federico Dennerlein - Giancarlo Guerrini - Franco Lavoratori | - Gianni Lonzi - Eugenio Merello - Rosario Parmegiani - Eraldo Pizzo - Dante Rossi - Alberto Spinola |

### Eredmények
Csoportkör
A csoport
| Csapat            | M | Gy | D | V | G+ | G– | Gk | P |
| ----------------- | - | -- | - | - | -- | -- | -- | - |
| Olaszország (ITA) | 2 | 2  | 0 | 0 | 9  | 6  | +3 | 4 |
| Románia (ROU)     | 2 | 1  | 0 | 1 | 12 | 8  | +4 | 2 |
| Japán (JPN)       | 2 | 0  | 0 | 2 | 7  | 14 | –7 | 0 |

| 1964. október 11. 11:10 | Olaszország (ITA)    | 4 – 3 | Románia (ROU) |  |
| 1964. október 11. 11:10 | (2–0, 0–2, 2–0, 0–1) |       |               |  |
| 1964. október 11. 11:10 | Pizzo 3              |       | Grinţescu 2   |  |

| 1964. október 12. 10:00 | Olaszország (ITA)    | 5 – 3 | Japán (JPN) |  |
| 1964. október 12. 10:00 | (3–1, 1–0, 0–1, 1–1) |       |             |  |
| 1964. október 12. 10:00 | Pizzo 2              |       | Takeucsi 2  |  |

Középdöntő
A/B csoport
A táblázat tartalmazza az A csoportban lejátszott Olaszország – Románia 4–3-as eredményt.
| Csapat                      | M | Gy | D | V | G+ | G– | Gk | P |
| --------------------------- | - | -- | - | - | -- | -- | -- | - |
| Szovjetunió (URS)           | 3 | 2  | 1 | 0 | 7  | 4  | +3 | 5 |
| Olaszország (ITA)           | 3 | 2  | 0 | 1 | 6  | 6  | 0  | 4 |
| Románia (ROU)               | 3 | 1  | 1 | 1 | 10 | 10 | 0  | 3 |
| Egyesült Német Csapat (EUA) | 3 | 0  | 0 | 3 | 7  | 10 | –3 | 0 |

| 1964. október 14. 14:16 | Olaszország (ITA)    | 0 – 2                      | Szovjetunió (URS) |  |
| 1964. október 14. 14:16 | (0–1, 0–1, 0–0, 0–0) |                            |                   |  |
| 1964. október 14. 14:16 |                      | Ny. Kuznyecov, Szemjonov 1 |                   |  |

| 1964. október 15. 13:00 | Olaszország (ITA)    | 2 – 1 | Egyesült Német Csapat (EUA) |  |
| 1964. október 15. 13:00 | (0–0, 0–0, 1–0, 1–1) |       |                             |  |
| 1964. október 15. 13:00 | Cevasco, Spinola 1   |       | Schlenkrich 1               |  |

Döntő csoport
| 1964. október 17. 13:00 | Olaszország (ITA)    | 1 – 3 | Magyarország (HUN) |  |
| 1964. október 17. 13:00 | (0–0, 1–0, 0–2, 0–1) |       |                    |  |
| 1964. október 17. 13:00 | Cevasco 1            |       | három játékos 1    |  |

| 1964. október 18. 13:00 | Olaszország (ITA)    | 1 – 2 | Jugoszlávia (YUG)  |  |
| 1964. október 18. 13:00 | (0–1, 0–1, 0–0, 1–0) |       |                    |  |
| 1964. október 18. 13:00 | Spinola 1            |       | Janković, Sandić 1 |  |

A táblázat tartalmazza a középdöntőben lejátszott Olaszország – Szovjetunió 0–2-es eredményt.
| Csapat             | M | Gy | D | V | G+ | G– | Gk | P |
| ------------------ | - | -- | - | - | -- | -- | -- | - |
| Magyarország (HUN) | 3 | 2  | 1 | 0 | 12 | 7  | +5 | 5 |
| Jugoszlávia (YUG)  | 3 | 2  | 1 | 0 | 8  | 5  | +3 | 5 |
| Szovjetunió (URS)  | 3 | 1  | 0 | 2 | 4  | 7  | –3 | 2 |
| Olaszország (ITA)  | 3 | 0  | 0 | 3 | 2  | 7  | –5 | 0 |

| Csapat            | Helyezés |
| ----------------- | -------- |
| Olaszország (ITA) | 4.       |